# Duque de Tetuán
Le Duque de Tetuán  était une classe de monitor et Navire de guerre semi-submersible de la Marine espagnole.

## Description
La classe compte un seul navire.